# August Wimmer
August Marius Nicolai Wimmer, född 26 februari 1872 i Odense, död 19 maj 1937, var en dansk läkare.
Wimmer blev candidatus medicinæ 1897, genomgick allsidig utbildning i psykiatri och neurologi och blev filosofie doktor 1902. Åren 1905–1910 var han förste underläkare på Kommunehospitalet i Köpenhamn, 1912–1919 överläkare och direktör för Sankt Hans Hospital och från 1920 överläkare på Kommunehospitalets sjätte avdelning och professor i psykiatri vid Köpenhamns universitet.